# Sofía Rojas
Sofía Rojas de Díaz (Suaita, 13 agosto 1907 – Suaita, 30 luglio 2022) è stata una supercentenaria colombiana.
Vissuta 114 anni e 351 giorni, è la persona più longeva della storia della Colombia la cui età sia stata accertata.

## Biografia
Sofía Rojas nacque a Suaita, nel dipartimento di Santander, in Colombia, il 13 agosto 1907. Nel 1957 si trasferì nella vicina località di Bucaramanga. Ebbe quattro figli. Per tutta la vita lavorò come venditrice di bevande "Guarapo" (miele di palma). Sofía Rojas era una fervente cattolica ed era molto devota in particolare a Nostra Signora della Candelaria. La sua famiglia e i suoi vicini la chiamavano "la paloma" (che in spagnolo significa "la colomba"). Nell'agosto 2017 festeggiò il suo 110º compleanno, diventando così supercentenaria. Divenne la persona vivente più anziana in Colombia dopo la morte della 113enne Juana Aritama de Fuentes, il 21 maggio 2021. Il 12 ottobre 2021, all'età di 114 anni e 60 giorni, superò l'età finale di Carmen Emilia Jaramillo, diventando la detentrice del record di longevità della Colombia. I suoi documenti anagrafici sono stati verificati da Santiago García e Stefan Maglov e la sua età risulta validata ufficialmente dal Gerontology Research Group. All'epoca della validazione, la donna aveva tre figli in vita, oltre 18 nipoti, 24 pronipoti e 16 pronipoti..
Al momento del suo 114º compleanno, Sofía Rojas viveva ancora nella città di Bucaramanga. Sua sorella minore, Bridget, era ancora viva all'età di 97 anni e viveva a Suaita, il paese natale di Sofía.
La supercentenaria, che a 114 anni era ancora in grado di deambulare se parzialmente sorretta da due persone, morì il 30 luglio 2022 a Bucaramanga, all'età di 114 anni e 351 giorni; era la quinta persona vivente più longeva al mondo la cui età fosse stata verificata, dopo Lucile Randon, Tekla Juniewicz, Maria Branyas e Fusa Tatsumi.